# Jardin Jean-Félix Hap
Vous pouvez aider à l'améliorer ou bien discuter des problèmes sur sa page de discussion.
- Il ne cite pas suffisamment ses sources. Vous pouvez indiquer les passages à sourcer avec {{référence nécessaire}} ou {{Référence souhaitée}}, et inclure les références utiles en les liant aux notes de bas de page. (Marqué depuis août 2025)
- Son contenu est rédigé entièrement ou presque à partir d'une seule source. N'hésitez pas à modifier cet article pour améliorer sa vérifiabilité en apportant de nouvelles références dans des notes de bas de page. (Marqué depuis août 2025)
- Certaines informations devraient être mieux reliées aux sources mentionnées dans la bibliographie ou les liens externes. Améliorez sa vérifiabilité en les associant par des références. (Marqué depuis août 2025)

- Archive Wikiwix
- Bing
- Cairn
- DuckDuckGo
- E. Universalis
- Gallica
- Google
- G. Books
- G. News
- G. Scholar
- Persée
- Qwant
- (zh) Baidu
- (ru) Yandex
- (wd) trouver des œuvres sur Wikidata

Le jardin Jean-Félix Hap (en néerlandais : Jean-Félix Hap park/tuin) est un parc dédié au repos et à la promenade avec un espace écologique et didactique situé dans la commune d’Etterbeek (Bruxelles).
Cet ancien jardin privé de la famille Hap, dissimulé derrière ses murs en intérieur d’îlot, reste peu connu si ce n'est des habitants des environs, malgré sa valeur écologique et paysagère. Il est accessible par la rue Louis Hap, par l’avenue d'Auderghem 191 et par la chaussée de Wavre 508.

## Une ancienne propriété privée
La propriété d’un hectare et vingt ares et qui comprend en son centre un château du XVIe siècle est acheté en 1804 par Albert Joseph Hap, bourgmestre de la commune d’Etterbeek. De style renaissance flamande, le castel est entouré d’un étang alimenté par la source d’un ruisselet, le Broebelaar. La bâtisse de deux travées sur deux niveaux était flanquée de deux tours carrées, surmontées d’un toit pointu. Au nord du parc, la famille installe bientôt une petite brasserie et des serres.
À l’occasion de son mariage, en 1851, le fils Hap, François-Louis, notaire de son état, décide de construire un nouveau bâtiment, de style néoclassique – le 508, chaussée de Wavre - à l’abri de l’humidité causée par le ruisseau et d’élever un mur autour de sa propriété. L'hôtel particulier subit des transformations en 1905 d’après les plans de l’architecte G. Thoelen qui allonge le bâtiment et y ajoute une véranda. Il laisse toutefois intactes les peintures murales d’Edouard Navez (1840-1910) qui décorent le logis privé, situé dans l’aile gauche. Elles évoquent des paysages etterbeekois comme l’église Sainte-Gertrude, le moulin de la Chasse royale, etc.
Celui qui laissera son nom à la propriété, Jean-Félix Hap, a participé à la fondation de l’Union catholique d’Etterbeek qui est à l’origine de nombreuses œuvres sociales dans la commune. C’est le seul membre de la dynastie qui ne sera jamais bourgmestre. À son initiative, le parc est ouvert au public pendant la belle saison depuis le 20 novembre 1959, date de la signature d’une convention avec la commune. Dans cette perspective, il fait démolir les serres et redessiner le jardin. Celui-ci n’est en fait d’abord ouvert qu’aux personnes âgées, en échange de la prise en charge de l’entretien et de la surveillance du site par la commune. À la mort de Jean Hap, en 1988, la commune a hérité de l’ensemble de la propriété. Sa veuve a toutefois gardé l’usufruit de la maison jusqu’à son décès. Le jardin a, depuis, été agrandi d’une parcelle vers la chaussée de Wavre, aménagée sur le site des anciennes menuiseries Lorfort.

## Un jardin aux charmes désuets

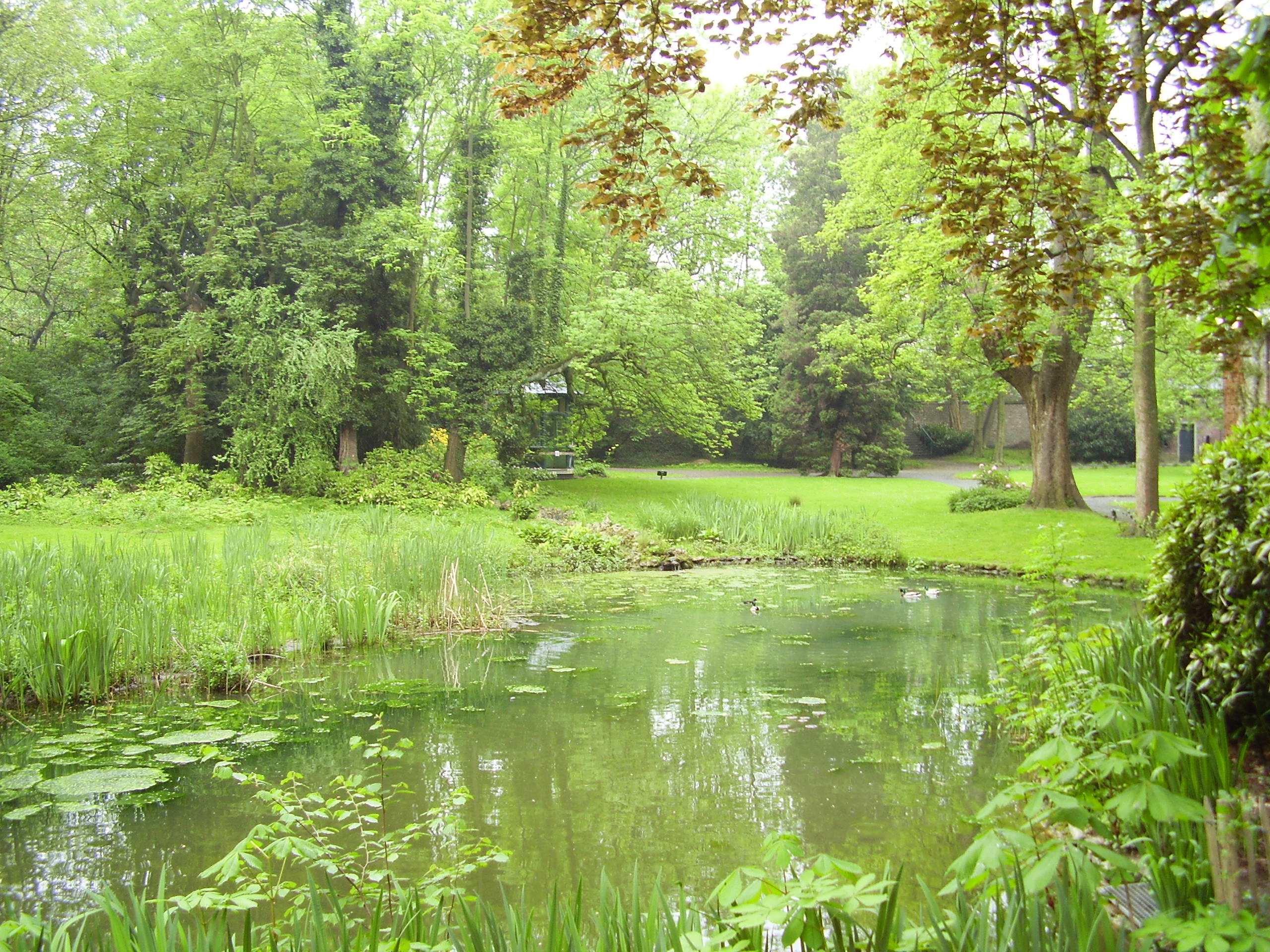
L'étang.

Le jardin d’aujourd’hui est un lieu étonnamment calme au charme désuet. On y accède par une petite porte percée dans le mur qui longe la chaussée. On y découvre l’ancienne orangerie (v. 1850), qui a aussi servi d’écurie et d’atelier d’artistes. Plus loin, à côté d’une ruine seul vestige de l’ancien château se trouve un étang naturel alimenté par une des sources du Broebelaar, affluent du Maelbeek et un petit kiosque vitré.
La pelouse centrale comporte quelques beaux sujets - marronniers, peupliers, érables, catalpas et un tulipier de Virginie (classé en tant qu'arbre remarquable) – qui attestent de l’ancienneté de la propriété. 
Parsemé de plantes aquatiques et bordé d’un ponton d’observation, l’étang a retrouvé une vie qu’il avait perdue depuis longtemps grâce à la rénovation, opérée en 2000, par l'architecte paysagiste Anne-Marie Sauvat : iris des marais, nymphéas, phragmites, potamots crépus, populages des marais, cornifles nageant, menthes aquatique, massettes à larges feuilles, etc. permettent à la faune aquatique de se reproduire dans un milieu régénéré.
En 2004, un terrain attenant a été aménagé en espace didactique semi naturel destiné à présenter différents milieux écologiques qui peuvent être aménagés dans les jardins privés urbains pour y favoriser la diversité de la flore et faune indigène, zone sèche et humide, haies et plantes couvrantes, tas de bois etc. Cette extension a permis l’ouverture d’un second accès par l’avenue d’Auderghem.
L'écrivaine belge Anne Richter (qui a habité 40 ans à Etterbeek, de 1980 à 2019, date de son décès), a consacré une fiction (une nouvelle) au jardin Félix Hap (avant sa rénovation), fiction intitulée Maison folle (avec note sous le titre : "Ecrit à Etterbeek, dans le jardin Félix Hap"), parue dans le recueil de nouvelles L'Ange hurleur (éditions L'Age d'Homme, 2008).

## Arbres remarquables
Ci-dessous, les 10 arbres remarquables du parc répertoriés par la Commission des monuments et des sites :
| nom français                | nom latin                  | cir. en cm |
| --------------------------- | -------------------------- | ---------- |
| Platane à feuilles d'érable | Platanus × hispanica       | 437        |
| Peuplier d'Italie           | Populus nigra var. italica | 400        |
| Érable argenté              | Acer saccharinum           | 363        |
| Tulipier de Virginie        | Liriodendron tulipifera    | 338        |
| Érable sycomore             | Acer pseudoplatanus        | 325        |
| Peuplier d'Italie           | Populus nigra var. italica | 306        |
| Marronnier commun           | Aesculus hippocastanum     | 293        |
| Robinier faux-acacia        | Robinia pseudoacacia       | 260        |
| Catalpa rougeâtre           | Catalpa × erubescens       | 250        |
| Érable sycomore             | Acer pseudoplatanus        | 228        |

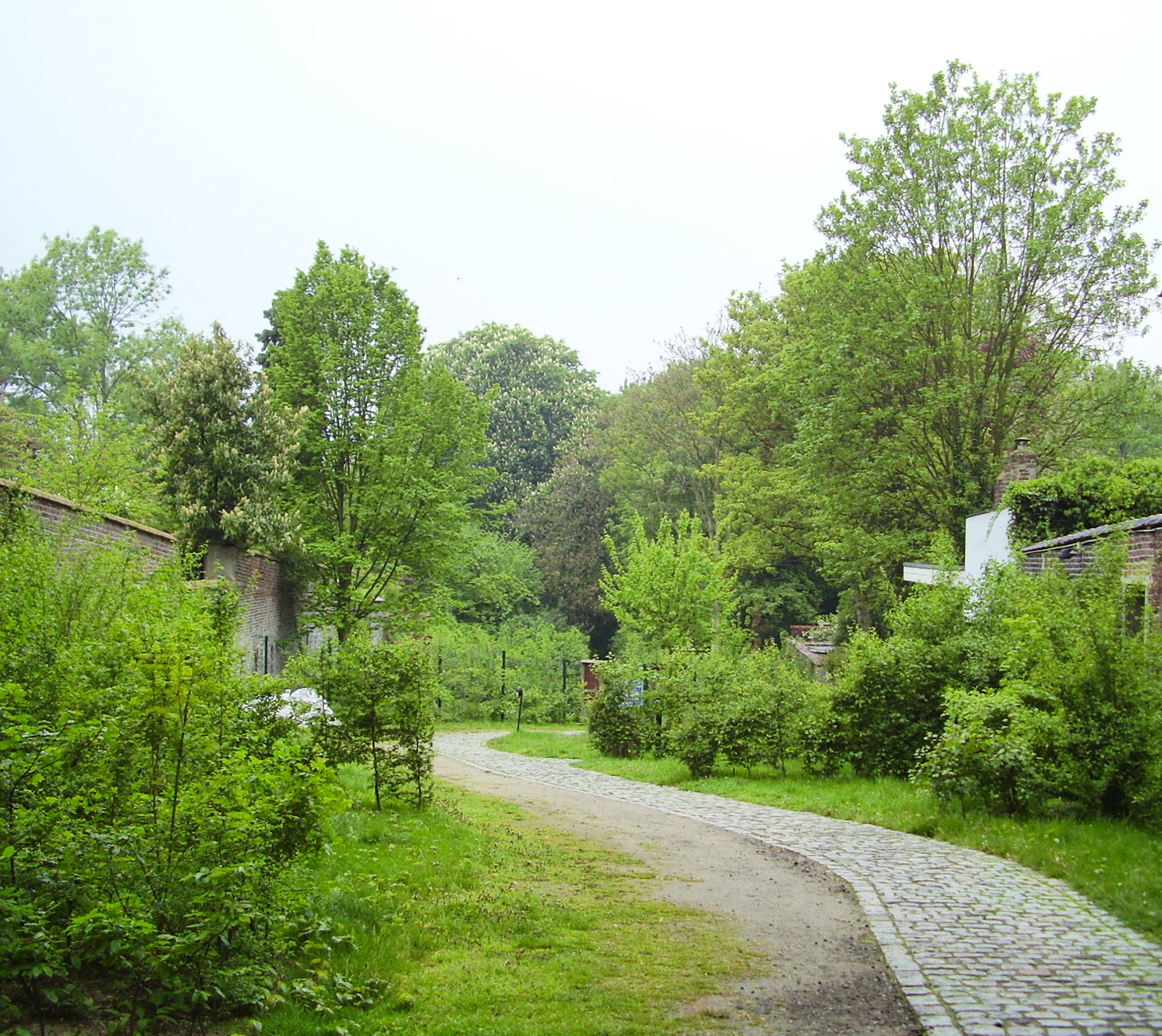
Jardin didactique
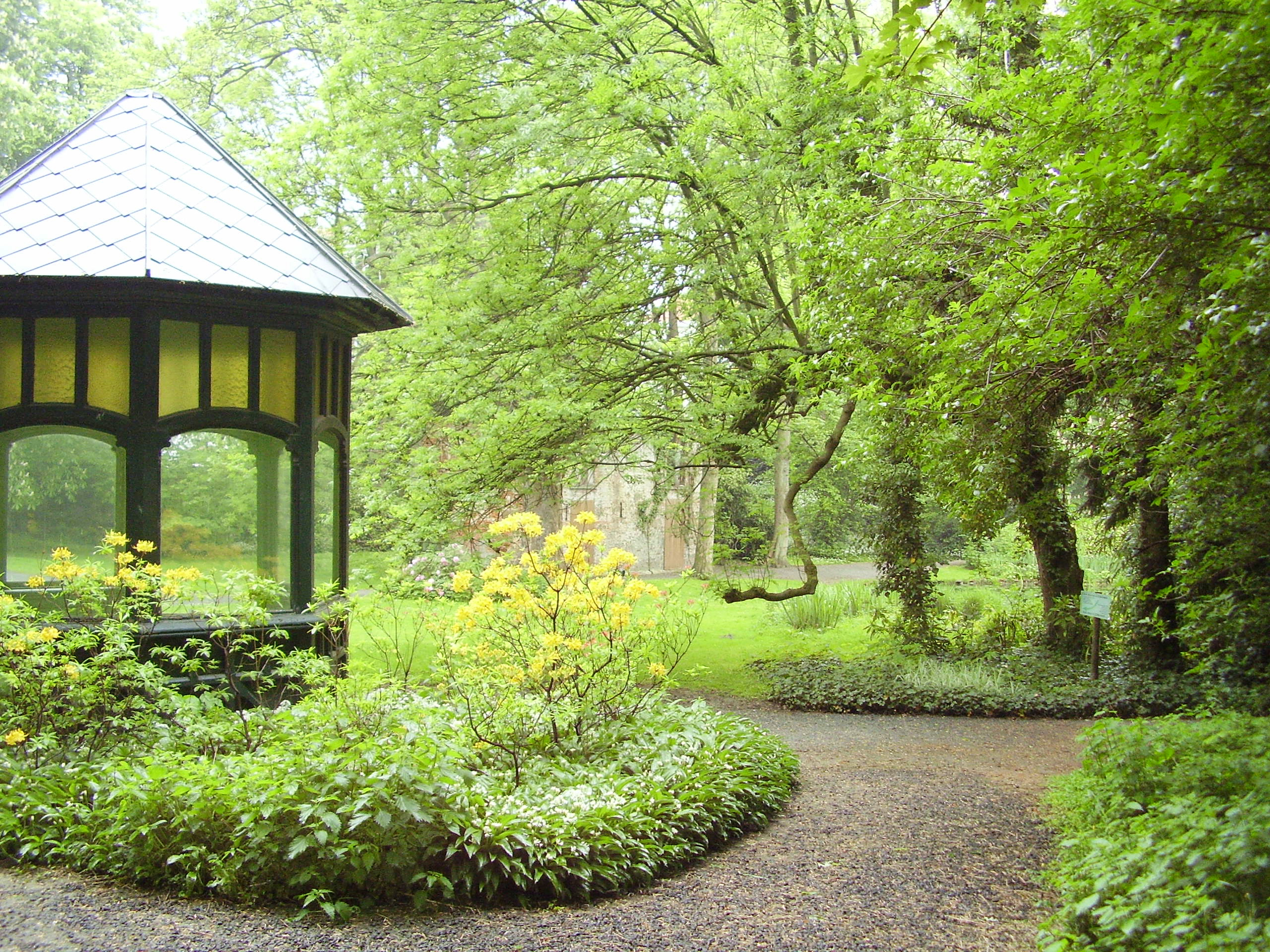
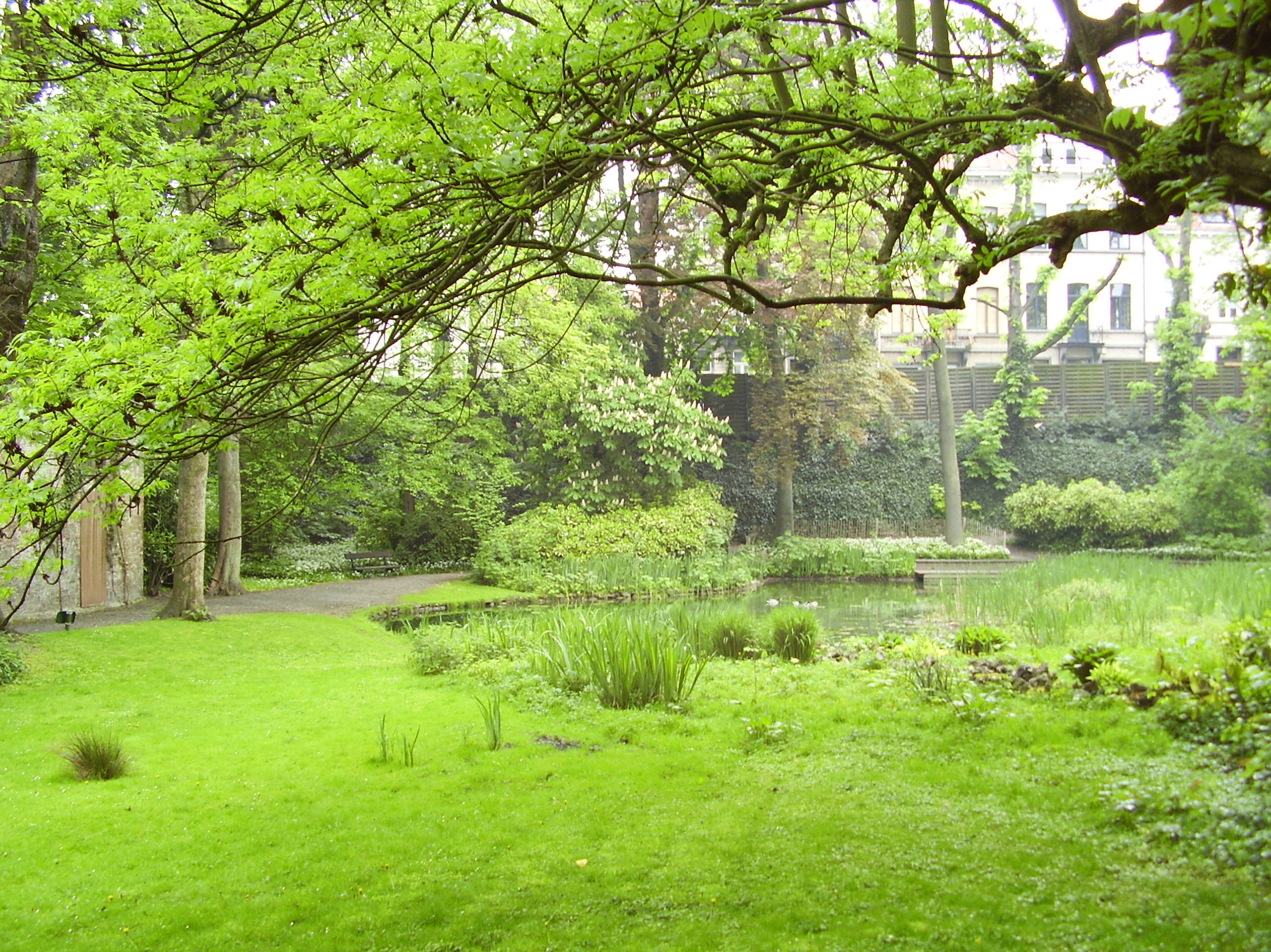
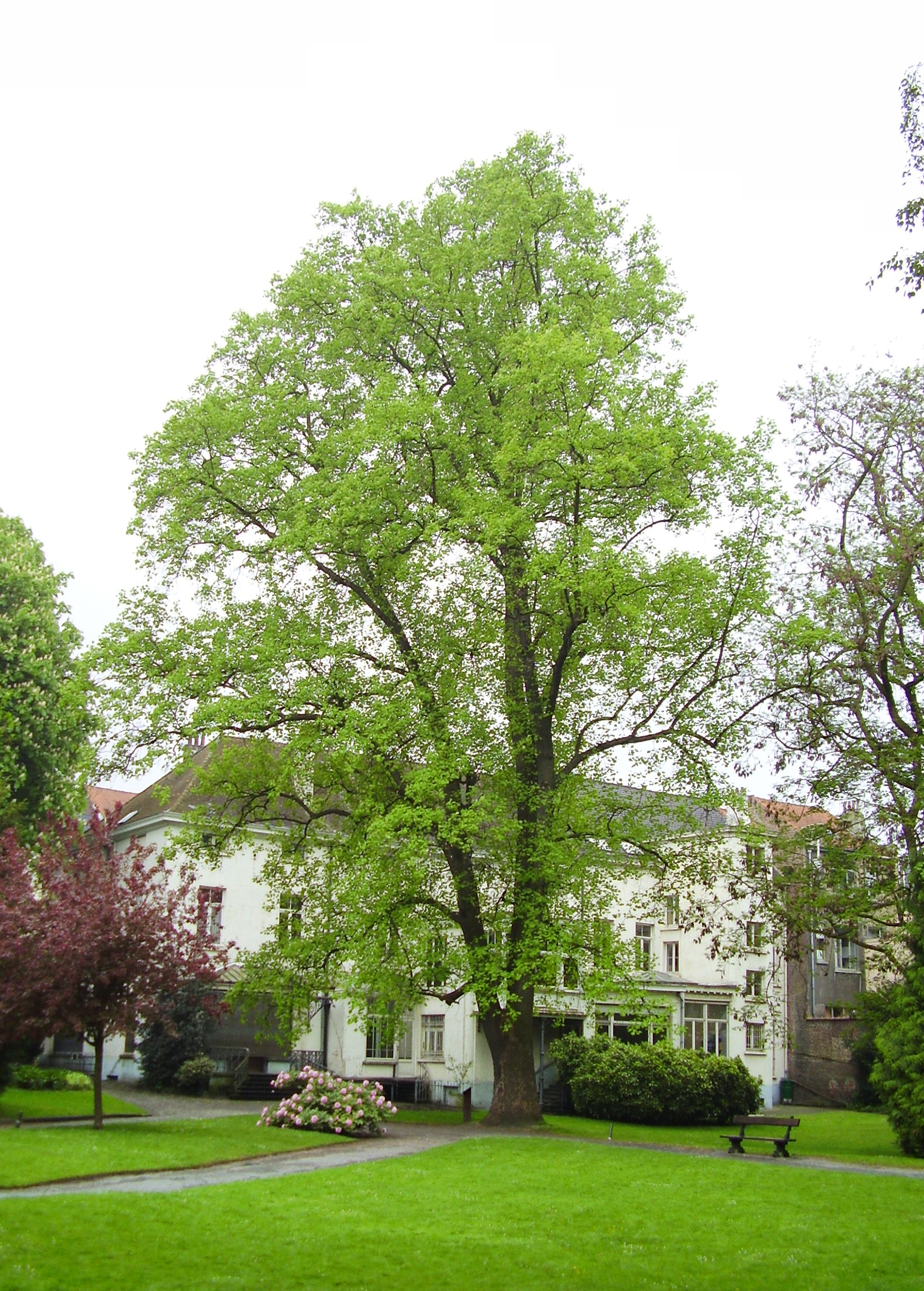
Tulipier de Virginie

## Source
- Thierry Demey, Bruxelles en vert, guide-promenades des jardins publics du Molenbeek à la Woluwe, Bruxelles, Badeaux, 2003, 545 p.